# Де Чекко, Филиппо
Филиппо Де Чекко (итал. Filippo De Cecco, полное имя Filippo Giovanni De Cecco; 1854—1930) — итальянский предприниматель, основатель компании De Cecco.

## Биография
Родился 8 апреля 1854 года в Фара-Сан-Мартино в семье мельника.
В 1869 году Де Чекко стал работать у отца на мельнице и в 1872 году он стал владельцем лицензии на управление мельницей. После службы в армии, в 1876 году, он смог купить мельницу, которой владел несколько лет. Затем, в середине 1880-х годов он начал работать в сфере изготовления макаронных изделий, когда помол и производство мучных изделий восстановили свои силы после отмены высоких налогов на землю, связанных с выращиванием и помолом зерна, введенных правительством страны.
В 1886 году производство Де Чекко включало в себя мельницу и старую фабрику по производству макаронных изделий около 100 м². Вскоре фабрика была оснащена месильными машинами и прессами, работающими от гидравлической энергии, но производственные мощности завода были существенно ограничены суровым климатом региона, что значительно увеличивало время сушки изделий. Чтобы решить эту проблему, в 1889 году Филиппо ввел в эксплуатацию сушильную машину, разработанную им самим. После некоторых усовершенствований и доработок решение проблемы сушки при низких температурах окружающей среды позволило ему не зависеть от климатических и сезонных факторов.
В начале 1990-х годов Филиппо Де Чекко имел паровую машину, дававшую тёплую воду, в 1894 году он расширил и модернизировал помещения фабрики и построил акведук. В конце XIX века ежедневное производство фабрики достигло полутора центнеров макаронных изделий из твердых сортов пшеницы. Участвуя в международных выставках, компания Де Чекко постепенно завоевывала новые рынки: в 1894 году он успешно участвовал в выставке в Антверпене; четыре года спустя присутствовал на Международной выставке в Турине и в 1898 году получил золотую медаль на Международной выставке в Гамбурге. Для поддержания контактов с американским рынком, Филиппо Де Чекко присутствовал на Всемирной выставке 1893 года в Чикаго и на Филадельфийской ярмарке 1898 года.
В трудные годы Первой мировой войны производство макаронных изделий на предприятии Де Чекко уменьшилось. Итальянский рынок макаронных изделий начал восстанавливаться только после 1920 года. Также в течение первой половины 1920-х годов он ежегодно отправлял в Соединённые Штаты не менее 4000 центнеров макарон. В 1924 году предприниматель решил передать управление и акции компании своим сыновьям, но остался в совете директоров, определяя стратегический выбор компании.
Умер 27 июля 1930 года в родном городе, где и был похоронен.